# Fábryné Dobai Ilona
Fábryné Dobai Ilona (Körösszakál, 1952. december 1. – ) magyar építőipari technológus, országgyűlési képviselő (1980–1985).

## Élete
Körösszakálon született 1952. december 1-jén. Felsőfokú tanulmányait a budapesti Ybl Miklós Építőipari Műszaki Főiskolán folytatta, ahol üzemmérnök oklevelet szerzett. Az 1980-as évek elején a Heves megyei Tanácsi Építőipari Vállalatnál dolgozott technológus beosztásban. Abban az időszakban már tagja volt a Magyar Szocialista Munkáspártnak, az évtized első felében a vállalati pártbizottság titkárává is megválasztották.
Az 1980. június 8-i országgyűlési választáson Heves megye 3. számú egyéni választókerületében képviselői mandátumot szerzett; választókerületéhez 13 település tartozott, köztük a megyeszékhely, Eger egy része is. Akkori megválasztására annak ellenére került sor, hogy nem sokkal korábban került a megyébe, épp ezért megválasztása után fontos feladatának tartotta megismerni az ott élőket, a választókerülethez tartozó üzemek, községek életét. Ennek érdekében eleinte havonta kereste fel a településeket, sűrűn látogatta a termelőszövetkezeteket, iskolákat, egészségügyi intézményeket. Arra törekedett, hogy a városkörnyéki települések fejlődése ne maradjon el a központ fejlődésétől, ennek érdekében minden olyan tervet támogatott, amelyek ezt szolgálták.
Mint parlamenti képviselő, részese volt olyan problémák megoldásának, mint a térség egészséges ivóvízzel való ellátásához szükséges feltételek javítása, üzletek korszerűsítése Makláron, Egerszalókon, Andornaktályán és Kerecsenden, vagy az ingázó dolgozók utazási lehetőségeinek megteremtése. Az egri gyalogos belváros kialakítása érdekében nemcsak levélben, de személyesen is megkereste az illetékes minisztereket. Az országgyűlés parlamenti vitájában az öt év alatt kétszer vett részt: előbb a közművelődési, majd a közoktatási törvény témaköréhez szólt hozzá.
Elindult az 1985-ös országgyűlési választáson is, ugyancsak a Heves megyei 3. számú választókerület két jelöltjének egyikeként, de alulmaradt ellenfelével, Kócza Imrével szemben. E választást követően visszavonult a közszerepléstől.